# Pașkîne, Lebedîn
Pașkîne (în ucraineană Пашкине) este un sat în comuna Moskovskîi Bobrîk din raionul Lebedîn, regiunea Sumî, Ucraina.

## Demografie
Componența lingvistică a localității Pașkîne
     Ucraineană (100%)
Conform recensământului din 2001, toată populația localității Pașkîne era vorbitoare de ucraineană (100%).